# تیمو کرن
تیمو کرن (انگلیسی: Timo Kern؛ زادهٔ ۱۶ ژانویهٔ ۱۹۹۰) بازیکن فوتبال اهل آلمان است.
از باشگاه‌هایی که در آن بازی کرده‌است می‌توان به باشگاه فوتبال کارلسروهه اشاره کرد.